# Franz Palme (politik)
Franz Palme (17. srpna 1865 Nový Svět – 2. května 1948 Stará Role) byl československý politik německé národnosti, meziválečný poslanec a senátor Národního shromáždění za Německou sociálně demokratickou stranu dělnickou v ČSR.

## Biografie
Působil jako malíř skla a politik. Vychodil národní školu, kreslířskou školu u profesora Herberburga ve Vídni a kreslířskou školu hraběte Harracha v rodném Novém Světě. Zastával funkci starosty Rybářů u Karlových Varů. Od roku 1900 byl předsedou Svazu dělníků v porcelánovém průmyslu Rakouska.
Politicky aktivní byl již za Rakouska-Uherska. Ve volbách do Říšské rady roku 1907 se stal jako člen Sociálně demokratické strany Rakouska poslancem Říšské rady (celostátní parlament), kam byl zvolen za okrsek Čechy 116 (Jáchymov, Vejprty). Usedl do poslanecké frakce Klub německých sociálních demokratů. Opětovně byl zvolen za týž obvod i ve volbách do Říšské rady roku 1911 a ve vídeňském parlamentu setrval do zániku monarchie.
Roku 1912 byl delegátem na kongresu Internacionály v Basileji.
Po válce zasedal v letech 1918–1919 jako poslanec Provizorního národního shromáždění Německého Rakouska (Provisorische Nationalversammlung). Podle údajů k roku 1920 byl profesí předsedou keramického svazu v Rybářích.
V parlamentních volbách v roce 1920 získal za Německou sociálně demokratickou stranu dělnickou v ČSR mandát v československém Národním shromáždění.
Později přešel do horní komory parlamentu. V parlamentních volbách v roce 1929 získal senátorské křeslo v Národním shromáždění. V senátu setrval do roku 1935.